# Benzoat de metil
Benzoatul de metil are formula chimică C6H5COOCH3. Greutate moleculară 136,14. Lichid incolor, cu miros plăcut; e insolubil în apă; foarte solubil în alcool, în eter, în cloroform; densitate 1,092; punct de topire –12,5°; punct de fierbere 198-199°. Se obține prin esterificarea directă a acidului benzoic cu alcool metilic în prezență de catalizatori (în special acizi); din clorură de benzoil și alcool metilic. E întrebuințat ca solvent, în microscopie, în parfumerie.  